# 韩胜元
韩胜元（韓語：한승원，1988年11月27日—），本名金鎮燁，韓國男歌手、演員。

## 簡歷
金鎮燁於1988年11月出生，自小喜歡唱歌，並夢想成為歌手。他的學業成績優異，在高中三年間一直獲得獎學金，在進入高麗大學就讀後繼續獲獎學金嘉許，因此在大學裡有「工大腦性男」的外號<。其後，他以出眾的英語實力加入了美國陸軍附編韓軍，並在2011年2月退伍後以歌手身份出道。
金鎮燁於2015年起開始參演電視劇作品，並於2018年的《生死決斷羅曼史》首度參演主角角色；其後，他在多部電視劇及電影中持續參演配角，以及特別短劇的主角積累演藝經驗，並於2021年的日日劇《愛的麻花》中獲挑選為男主角。2024年使用艺名“韩胜元”参演电视剧《元敬》。

## 演出作品

### 電視劇
- 2015年：SBS《我的心一閃一閃》飾演 亨植
- 2015年：tvN《心連心》
- 2017年：SBS《李判史判》飾演 李車元
- 2018年：KBS《推理的女王2》飾演 李仁浩
- 2018年：MBC《生死決斷羅曼史》飾演 車在煥
- 2018年：tvN《Drama Stage－提款人》飾演 柱煥
- 2019年：KBS《Drama Special－屋宇屋宙》飾演 金宥燦
- 2019年：KBS《愛情是Beautiful，人生是Wonderful》飾演 白林
- 2020年：Netflix《愛在大都會》飾演 姜民秀
- 2021年：tvN《High-class》飾演 鄭微道
- 2021年：tvN《海岸村恰恰恰》飾演 李康旭（特別出演）
- 2021年：KBS《愛的麻花》飾演 朴河路
- 2025年：tvN／TVING《元敬》饰演 闵无咎

### 電影
- 2016年：《對決》飾演 扒手
- 2017年：《Coffee Mate》飾演 熙秀（青年）
- 2021年：《青山流水》

## 外部連結
- 韩胜元的Instagram帳戶
- 韩胜元在NAVER上的资料
- 韩胜元在韩国电影数据库（KMDb）上的資料（韓語）
- 韩胜元在互联网电影资料库（IMDb）上的資料（英文）